# Nina Hagen
Catharina "Nina" Hagen (Berlín Este, 11 de marzo de 1955) es una cantante, actriz y activista alemana, famosa por su mezcla de estilo punk y canto operístico. Es reconocida como la Madrina del punk alemán.
Nacida y criada en el antiguo Berlín Oriental , República Democrática Alemana , Hagen comenzó su carrera como actriz cuando apareció en varias películas alemanas junto a su madre Eva-Maria Hagen . Por esa misma época se unió a la banda Automobil y lanzó el sencillo sencillo Du hast den Farbfilm vergessen. Después de que a su padrastro Wolf Biermann le retiraran la ciudadanía de Alemania del Este en 1976, Hagen lo siguió a Hamburgo. Poco después, CBS Records le ofreció un contrato discográfico y formó la Nina Hagen Band. Su álbum debut homónimo fue lanzado a finales de 1978 con gran éxito de crítica y fue un éxito comercial vendiendo más de 250.000 copias. La banda lanzó un álbum más, Unbehagen , antes de su separación en 1979.
En 1982, Hagen firmó un nuevo contrato con CBS y lanzó su álbum debut en solitario NunSexMonkRock , que se convirtió en su primer disco en las listas de Estados Unidos. 
Además de su carrera musical, Hagen también es actriz de doblaje . Escribió tres autobiografías: Ich bin ein Berliner (1988), Nina Hagen: Por eso la dama es punk (2003) y Bekenntnisse (2010). También se destaca por su activismo por los derechos humanos y animales.

## Biografía

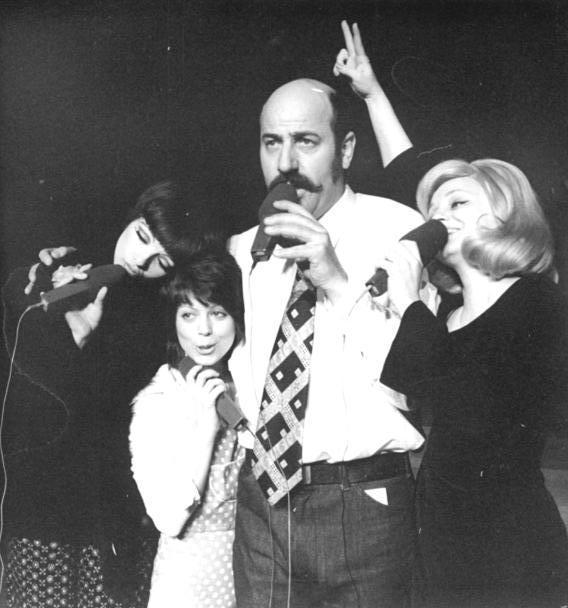
Nina Hagen (izquierda extrema) junto a Magdi Body, Manfred Krug y Tatjana Archipowa (derecha) en 1976

Hija de Hans Hagen, un guionista de origen judío, y de Eva-Maria Hagen, actriz y cantante, nació en Berlín Este cuando Berlín y la actual Alemania estaban divididos en dos estados.
Su padre murió cuando ella era tan sólo una niña, y su madre contrajo matrimonio con Wolf Biermann, un cantautor. Su padrastro fue acusado varias veces de contrarrevolucionario en la entonces República Democrática Alemana, por realizar críticas y burlas contra el régimen.
Nina aprendió ballet a temprana edad y demostró sorprendente habilidad como cantante, siendo considerada una niña prodigio por sus interpretaciones de ópera. Dejó el colegio cuando cursaba el décimo curso y se unió a la banda de versiones Fritzens Dampferband.

### Carrera musical

#### Década de los 70

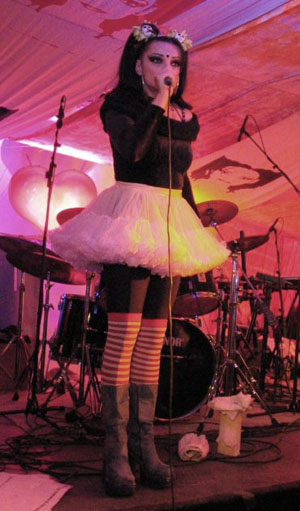
Nina Hagen en concierto el año 2003.

Nina Hagen fue miembro de la banda Automobil, la cual tuvo una buena aceptación en la República Democrática Alemana. En 1976 su padrastro, Wolf Biermann, cantautor y artista de conocidas opiniones contrarias al gobierno de la RDA, fue invitado a presentarse en un espectáculo televisado al otro lado del telón de acero. Biermann viajó a la RFA y ejecutó su presentación televisiva; cuando las autoridades de la RDA se negaron a permitirle traspasar de vuelta la frontera, su esposa, Eva-Maria Hagen protestó públicamente por este impedimento. Nina Hagen, ya convertida en estrella musical juvenil, se unió a la protesta de su madre y advirtió entonces que seguiría los pasos de su padrastro en lo musical y lo político, pero dentro de la RDA; ante esta situación las autoridades germanoorientales otorgaron el permiso de salida a toda la familia Biermann-Hagen, pero sin opción de retorno.
En 1977 Nina Hagen formó en la RFA la banda The Nina Hagen Band con la que un año después grabaría el disco homónimo que incluye temas como TV-Glotzer (White Punks On Dope) (una versión de The Tubes) y Auf'm Bahnhof Zoo.
Durante una subsecuente gira europea, Hagen decide dejar la banda, aunque seguiría cumpliendo con el contrato para grabar un segundo álbum en 1979. Unbehagen (que en español significa incomodidad o inquietud) fue producido con grabaciones que la banda hacía en Berlín y con las partes vocales que Nina grababa en California. Este incluyó el tema African Reggae y Lucky Number, una versión de Lene Lovich.
Mientras tanto, la persona pública de Nina Hagen fue llamando la atención de los medios de comunicación masiva. Protagonizó un escándalo durante una aparición en un talk show austríaco llamado Club 2, donde simuló una masturbación. También participó en la película Cha Cha junto a la leyenda neerlandesa del rock Herman Brood y a su amiga Lene Lovich.

#### Años 1980
En 1982 Hagen realiza su primer disco como solista: NunSexMonkRock, una disonante mezcla de punk, funk y ópera; y ese mismo año comienza una gira mundial con No Problem Orchestra.
En 1983 graba el álbum Angstlos e incluye un pequeño tour europeo. Para este tiempo las apariciones públicas de Nina Hagen se hacían extrañas y era frecuente que en sus discusiones incluyera temas relacionados con Dios, los extraterrestres y con su postura social y política. También se declaraba defensora de los derechos de los animales.
Del álbum Angstlos se publicó una versión en inglés llamada Fearless (en español: «Intrépido») que generó dos de los máximos éxitos que se escucharon en las discotecas norteamericanas: "Zarah" (una versión de la canción "Ich weiss, es wird einmal ein Wunder geschehen" de Zarah Leander) y el éxito de la opera/punk/disco, "New York, New York" (que llegó al top 9 en el Billboard). Esta canción es diametralmente opuesta al clásico del mismo título cantado por Frank Sinatra y Liza Minnelli, y posiblemente por evitar confusiones es citada por algunas fuentes como "New York, N.Y.". La cantante era tan célebre en esta época, que en 1985 participó en el famoso concierto colectivo Rock in Rio.
También en 1985 la estrella alemana lanzó Nina Hagen In Ekstasy; este álbum no tuvo el éxito del anterior aunque generó algunos hits como "Universal Radio" y la versión punk de "My Way" (tema popularizado por Frank Sinatra). Dos años después como celebración por sus 18 años con el punk graba Punk Wedding EP. Realiza un nuevo álbum en 1989 al que llamó simplemente Nina Hagen, el cual fue acompañado por otro tour europeo.

#### Años 1990
Nina Hagen se muda a París con su hija Cosma Shiva, donde vive toda la década. En 1991 con un nuevo disco llamado Street comienza una nueva gira por el Viejo Continente. Un año después conduce un programa televisivo en la cadena alemana RTLplus. En 1993 realiza Revolution Ballroom y dos años más tarde íntegramente en alemán Freud Euch, grabado en inglés como Beehappy en 1996. Este mismo año Hagen colabora con el productor de música electrónica Christopher Franke para la canción de la película Tenchi Muyo! in Love titulada "Alchemy of Love". Durante esta etapa Hagen mantuvo su personalidad chocante con atuendos y coreografías inusuales como por ejemplo, su aparición interpretando "New York New York" en un programa musical de una cadena televisiva privada española, con una blusa de tul que dejaba a la vista su pecho.   
En 1998 Hagen condujo un show semanal de ciencia ficción para el canal British Sci-Fi, y al año siguiente grabó el álbum Namah Shivay, el cual fue distribuido exclusivamente en Internet. Además cantó "Witness" en el álbum Adiós de la banda de rock industrial KMFDM.
En 1999 grabó junto al Ensemble Modern, Max Raabe y bajo la dirección de Heinz Karl Gruber, una aclamada nueva versión de La ópera de los tres centavos (Die Dreigroschenoper), ópera de Bertolt Brecht y Kurt Weill, en la cual interpretó el papel de Mrs. Peachum con gran calidad.

#### Década de 2000
En 2000, su tema "Schön ist die Welt" fue la canción oficial de la Expo 2000. "Der Wind hat mir ein Lied erzählt", otro cover de Zarah Leander, se convertiría en su nuevo hit ese mismo año. En febrero de 2001 realiza el álbum The Return of the Mother, acompañado por un nuevo tour en su país natal. Ese mismo año colabora con Rosenstolz y Marc Almond en el sencillo "Total eclipse/Die schwarze Witwe that reached #22".
Hagen da voz al personaje de Sally en el doblaje al alemán de The Nightmare Before Christmas, película de Tim Burton. Además colabora con otras bandas como OOMPH! en el tema "Fieber". Más recientemente junto a Apocalyptica hizo una versión de la canción "Seemann" de la banda alemana Rammstein.
Como actriz ha salido recientemente en un polémico spot de protesta junto con Pamela Anderson, en contra del uso de las pieles animales en general, y en los aviones en particular.

## Apariciones en televisión y cine
Nina no ha sido solo cantante en su vida, también ha aparecido en el cine y en un episodio de la serie televisiva "ABC der Liebe", siendo su primera aparición en el año 1979.
Siguió apareciendo en televisión a lo largo de su carrera, con más de 15 apariciones hasta el momento, siendo su última participación en persona la que hizo en el año 2006 en la película 7 Zwerge. En los años posteriores también ha realizado actuaciones de doblaje haciendo la voz de algunos personajes en películas de animación.

### Filmografía
Cine
- 1976: Liebesfallen
- 1976: Unser stiller Mann
- 1976: Kinosommer 1976 – Hänsel und Gretel
- 1979: Bildnis einer Trinkerin
- 1979: Cha-Cha
- 1983: Pankow ’95
- 1988: Dandy
- 1991: Just Visiting This Planet – Die Winterreise
- 1992: Lilien in der Bank
- 2000: Wasilisa, die Schöne
- 2004: 7 Zwerge – Männer allein im Wald
- 2006: 7 Zwerge – Der Wald ist nicht genug
- 2015: Desire Will Set You Free
- 2016: Gutterdämmerung

Television
- 1974: ABC der Liebe (serie de televisión)
- 1975: Heiraten/weiblich (película para televisión)
- 1975: Heute ist Freitag (película para televisión)
- 1991: Ein Schloß am Wörthersee (serie de televisión)
- 1997: Tatort: Tod im All (película para televisión)
- 2005: Wilde Engel (serie de televisión)

Como actriz de doblaje
- 1990: Look Who’s Talking Too como Julie de Roseanne Barr
- 1993: Nightmare Before Christmas como Sally de Catherine O’Hara
- 1996: Däumeline como Cassandra de Charo
- 1998: Rudolph the Red-Nosed Reindeer: The Movie) como Eiskönigin Stormella de Whoopi Goldberg
- 2003: Das Sprechrolle
- 2003: El viaje de Chihiro (Sen to Chihiro no kamikakushi) como Yubaba/Zeniba de Mari Natsuki
- 2004: Villa Henriette (Stimme des Hauses)
- 2014: Der 7bte Zwerg
- 2014: Die Biene Maja – Der Kinofilm

## Controversia
En el programa de debate nocturno austríaco Club 2 en agosto de 1979, sobre el tema "¿Qué pasa con la cultura juvenil?", Nina Hagen causó un gran revuelo en el público cuando, vestida pero explícitamente, demostró ante la cámara diversas posturas sobre la masturbación femenina . El moderador del debate, Dieter Seefranz , tuvo que dimitir posteriormente como presentador del programa a causa de esto.
En 1992, Hagen fue invitada al programa de entrevistas conducido por Angela Merkel y un representante del Consejo Federal de Padres. Causó controversia en el programa con su defensa de la estimulación neuroeléctrica como la única forma de ayudar a los adictos a la heroína a largo plazo. En particular, su comportamiento en las discusiones se convirtió en tema de conversación en los medios. Ella dijo, entre otras cosas: "Te gritaré todo el tiempo que quiera" o "Estoy harta de tus mentiras, de tu hipocresía". Los intentos de mediación del moderador Erich Böhme y Hagen fracasaron. Mientras tanto, abandonó la transmisión.
Thomas Nöske escribió sobre Nina Hagen en su libro Pop Shamanism (1999): “Ella habla de ovnis, energías cósmicas, caridad, sabiduría e iluminación, pero incluso si no le crees, no necesariamente sientes que estás siendo atraído o invitado. Incluso si la ves hacer nada más que enviar faxes y hacer muecas durante dos horas, igual te llevarás algo a casa. (…) hay pocos personajes de ficción que sean tan consistentemente personajes de ficción, excepto quizás Warhol y Bowie , que casi se pierden en la artificialidad debido a su pura consistencia. En realidad, hay que aceptar a Nina Hagen para siempre porque no se conoce una segunda mitad y ella claramente es demasiado para nada. La distinción entre malla y real la hace inválida”.
En octubre de 2007, Hagen volvió a causar revuelo en el programa People at Maischberger con sus declaraciones y su comportamiento en las discusiones. En el programa sobre el tema " OVNIs , ángeles , extraterrestres : ¿no estamos solos?", expresó su simpatía por las personas supuestamente secuestradas por extraterrestres, habló de "influencia satánica" en el mundo y provocó al físico y periodista científico Joachim Bublath , que también estuvo presente y que había expresado escepticismo sobre la existencia de extraterrestres o el esoterismo , utilizó muecas e insultos para abandonar la transmisión en vivo. La moderadora Sandra Maischberger finalmente explicó: “(…) y, con todo respeto, Nina, tengo la sensación de que en tu cabeza realmente se mezclan muchísimas cosas (…)”.

## Discografía
- Nina Hagen Band (1978)
- Unbehagen (1979)
- Cha-Cha (banda sonora de la película, con Herman Brood, Lene Lovich; 1979)
- NunSexMonkRock (1982)
- Angstlos (1983), regrabado en inglés como Fearless (1984)
- In Ekstase (1985), regrabado en inglés como In Ekstasy (1985)
- Punk Wedding EP (1987)
- Nina Hagen (1989)
- Street (1991)
- Du hast den Farbfilm vergessen from the Rock aus Deutschland series, compilación de los sencillos previos a Nina Hagen Band (1992)
- Revolution Ballroom (1993)
- Freud Euch (1995), regrabado en inglés como Beehappy (1996)
- Om Namah Shivay (1999)
- Return of the Mother (2000)
- Big Band Explosion (2003)
- Irgendwo auf der Welt (2006)
- Personal Jesus (2010)
- Volksbeat (2011)